# Jordi Serrano
Jordi Serrano Blanquer (Sabadell, 1958) es un historiador español, exrector de la Universidad Progresista de Verano de Cataluña, director de Memoria del Futuro, secretario general del Moviment Laic i Progressista, fundador y presidente de la Lliga per la Laïcitat y exdirector de la Fundació Ferrer i Guardia. También ha sido miembro de la Federació dels Moviments de Renovació Pedagògica de Catalunya y presidente de la Escola Lliure El Sol.

## Biografía
Licenciado en Historia Moderna y Contemporánea por la Universidad Autónoma de Barcelona, en los años 70 del siglo XX  perteneció a la Joventut Comunista de Catalunya y se afilió al Partit Socialista Unificat de Catalunya. Una década más tarde, entre 1986 y 1988, fue vicepresidente del Consell Nacional de la Joventut de Catalunya.
Es autor de varias obras como L’emancipació dels joves catalans. Un camí que cal recórrer (2004), Contra la democracia participativa: los tramposos atajos hacia la participación (2008), Joan Salas i Anton (2010), Catalunya ha deixat de ser catòlica? (2009), Josep Xinxó Bondia i les JSUC de Sabadell (2004), Sabadell destil·lat (2014),  
La participación de la juventud en España (1999), Joves i participació a Catalunya (1999), entre otros. Ha sido director de la revista Espai de Llibertat y colabora con el Diari de Girona y Ara.